# Жюно, Анри Александр
Анри Александр Жюно (17 мая 1863, Сен-Мартен — 22 мая 1934, Женева) — франкоязычный швейцарский евангелический теолог, этнолог, лингвист и миссионер в Южной Африке.

## Биография
Родился в семье пастора, изучал богословие в Университете Невшателя. В 1889—1896 годах занимался миссионерской деятельностью в Рекатле (современный Мозамбик).
Его главная работа — «Жизнь южноафриканского племени», впервые изданная в 1898 году на французском языке под названием Les Ba-Ronga и ныне считающаяся классикой этнологии. Книга была дважды отредактирована и расширена для английских изданий 1912—1913 и 1927 годов. В книге описывается жизнь народа тонга из группы банту, живущего на границе Мозамбика и Южной Африки, и его история с конца XVIII века до 1927 года.
Также Жюно написал целый ряд других научных работ, в том числе словарь языка тонга, несколько работ, посвящённых социальным проблемам и возможности обращения в христианство коренных народов юга Африки, и собрание сказок этих народов.